# Pito rociero
La gaita andaluza es un instrumento de viento o aerófono tradicional andaluz, propio de algunas comarcas de la comunidad autónoma de Andalucía. Su nombre se debe a que su uso más extendido y popular es el acompañamiento musical de los peregrinos que realizan el Camino de El Rocío.

## Historia y evolución
Sin embargo, su introducción en Andalucía, es fruto de la presencia de repobladores leoneses, que habitaron lo que hoy es la provincia de Huelva, una vez conquistada a los musulmanes. Las repoblaciones leonesas, fruto de una medida adoptada por Alfonso IX, han dejado un legado cultural en el Andévalo y la Sierra de Huelva que se manifiesta tanto en la música, la cultura, las tradiciones así como lingüísticamente. 
El uso de la flauta de tres agujeros, fue extendiéndose por toda la Vía de la Plata, derivando al llegar a la actual Provincia de Huelva en la flauta o gaita propia de Huelva. Esta introducción que originariamente se produjo en el norte de la provincia, se fue extendiendo hacia el sur y tras la popularidad y relevancia que fue tomando en la Romería del Rocío, en este entorno fue denominada flauta rociera, gaita rociera o incluso pito rociero, extendiéndose a poblaciones colindantes de las provincias de Cádiz y Sevilla.

## Características generales
La gaita andaluza es una gaita o flauta de tres agujeros que se toca acompañada de un tamboril, de la misma manera que otras muchas gaitas tradicionales españolas como las gaitas extremeña, charra, la chifla leonesa, la flauta ibicenca, el chiflo aragonés, el txistu y la txirula del País Vasco y el flabiol catalán o balear.
La flauta de tres agujeros va sufriendo distintas modificaciones conforme avanza desde el norte peninsular hacia el sur, tanto en los materiales como en su forma o decoración. En cuanto a los materiales de la gaita andaluza, se ha pasado del cuerpo de encina o caña y embocadura de asta, a materiales más modernos como la fibra de carbono, pasando por el uso de maderas tropicales como el granadillo o el ébano y a la incorporación de embocaduras metálicas. En cuanto a la forma, el interior de la gaita andaluza es mucho más estrecho que el de otras gaitas peninsulares y como particularidad, produce un sonido más agudo que la mayoría de las flautas de tres agujeros que conservamos en España
Debido a que la flauta de tres agujeros va ligada al tamboril, también este ha sufrido diferentes modificaciones, siendo el rociero el mayor de todos los tamboriles españoles, lo que le proporciona una sonoridad más grave que al resto. Asimismo, los ritmos que se tocan con este tamboril son más simples que otros como el charro. En determinadas épocas estuvo decorado con tres franjas, que coincidían con los colores de la bandera local, con un solo color y a veces con reproducciones de la imagen que es objeto de culto en la festividad de la que el tamboril participa.
Al músico que toca este conjunto instrumental de gaita y tambor, se le conoce como tamborilero, del mismo modo que en la mayor parte de España. Si bien en algunos contextos pueda recibir el nombre de "pitero", tanto en el propio Rocío como en el resto de la provincia de Huelva este término puede resultar despectivo.

## Utilización actual
El uso de esta flauta en la actualidad, está casi exclusivamente ligado a festividades de carácter religioso como pueden ser romerías, cruces de mayo o fiestas patronales.
Su repertorio habitual, son fandangos, sevillanas, toques propios de oraciones como el rezo del Santo Rosario y el Ángelus, así como la Marcha Real en el momento de la consagración, pero sobre todo una serie de toques característicos propios de la Romería del Rocío, como son el toque del alba, el toque del camino y el toque del "romerito". "El alba" es un toque de diana que se interpreta al amanecer, y que anuncia a los romeros el comienzo de la jornada, mientras que "el camino" es un toque repetitivo que acompaña a los peregrinos mientras caminan junto al simpecao y que puede tocarse ad infinitum. Por otro lado, el romerito que es un toque originario de la comarca del Condado de Huelva que se toque en diversas fiesta primaverales como las que tienen lugar en Bonares, Rociana o las más conocidas, las Cruces de Mayo de La Palma del Condado.
El pito rociero no sólo se usa durante El Rocío sino también en otras fiestas, como la Cruz de Mayo de Almonaster la Real, en las Danzas Rituales Onubenses, declaradas Bien de Interés Cultural,  como pueden ser la danza de las lanzas en honor de san Benito Abad en El Cerro del Andévalo o las fiestas patronales en honor de san Juan Bautista de Alosno, donde encontramos varios toques como la "Alborá" y otros que acompañan a la Danza de los Cascabeleros  como son el "Fandango parao", las "mudanzas" o la "Folía". Su sonido marca también el recorrido de algunas procesiones como la de San Antonio Abad, patrón de Trigueros (Huelva) durante sus más de 30 horas de procesión.

## Salve rociera
Manuel Pareja Obregón se basó en la melodía del toque del alba para la composición de su "Salve rociera", también conocida como "Salve a la Virgen del Rocío" o "Salve del olé", con letra de Rafael de León, que ha alcanzado mayor popularidad  Salve rociera interpretada por  un coro rociero